# Simeuluepapegoja
Simeuluepapegoja (Psittinus abbotti) är en fågelart i familjen östpapegojor inom ordningen papegojfåglar.

## Utbredning och systematik
Fågeln förekommer enbart på öarna Simeulue och Siumat utanför nordvästra Sumatra. Den kategoriserades tidigare som underart till Psittinus cyanurus), men urskiljs sedan 2014 som egen art av Birdlife International och IUCN, sedan 2021 även av tongivande International Ornithological Congress (IOC).

## Status
Den kategoriseras av IUCN som nära hotad.

## Namn
Fågelns vetenskapliga artnamn hedrar William Louis Abbott (1860-1936), amerikansk kirurg, upptäcktsresande, etnolog och naturforskare.